# Peter Brown (cầu thủ bóng đá, sinh năm 1961)
Peter Ronald Brown (sinh ngày 1 tháng 9 năm 1961 ở Hemel Hempstead, Hertfordshire) là một cầu thủ bóng đá người Anh thi đấu ở Football League, ở vị trí hậu vệ phải.
Peter đạt danh hiệu cầu thủ xuất sắc nhất mùa giải 1984-85 của Barnet.